# Bibbona
Bibbona – miejscowość i gmina we Włoszech, w regionie Toskania, w prowincji Livorno.
Według danych na rok 2004 gminę zamieszkiwało 3017 osób, 46,4 os./km².